# حوزه انتخابیه پنجم فلوریدا
حوزه انتخابیه پنجم فلوریدا یک حوزه انتخابیه مجلس نمایندگان آمریکا است که در ایالت فلوریدا قرار دارد.